# Revolució científica
La revolució científica en la història de la ciència va ser el període en el qual les noves idees en física, astronomia, biologia, anatomia humana, química i altres ciències van portar a refusar les doctrines que prevalien des de l'antiga Grècia i que van continuar durant l'edat mitjana, i conduïren a la formació de la ciència moderna. D'acord amb la majoria dels estudiosos, la revolució científica va començar amb la publicació de dues obres que van canviar el curs de la ciència l'any 1543 i va continuar durant el segle xvii: L'obra de Copèrnic De revolutionibus orbium coelestium i la d'Andreas Vesalius De humani corporis fabrica. Aquesta revolució es troba dins de les 3 més importants de la història de la humanitat, que van ser les que van determinar el curs de la història com explicita l'obra de Yuval Noah Harari, Sapiens una breu història de la humanitat.
L'historiador i filòsof Alexandre Koyré va proposar el terme revolució científica l'any 1939 per descriure aquesta època.
També es considera que la revolució científica és el període que s'inicia quan Galileu i Kepler, entre altres pensadors del segle xvii, inicien les seves descobertes. A partir d'aleshores, la ciència, que estava lligada a la filosofia, se'n separa i passa a ser un coneixement més estructurat i pràctic.

## Significat de la revolució
La ciència de la darrera part del Renaixement establí la base de la ciència moderna. El científic J. D. Bernal afirmà que "el Renaixement va iniciar la revolució científica que va permetre als estudiosos mirar el món amb una llum diferent. La religió, la superstició i la por van ser reemplaçades per la raó i el coneixement".
Tanmateix, el sociòleg i historiador de la ciència Steven Shapin sosté en el seu llibre The Scientific Revolution que: "no hi va haver una revolució científica i aquest és un llibre sobre això." Malgrat tot, el concepte de revolució científica continua sent un concepte útil per a interpretar molts canvis de la ciència.

## Noves idees

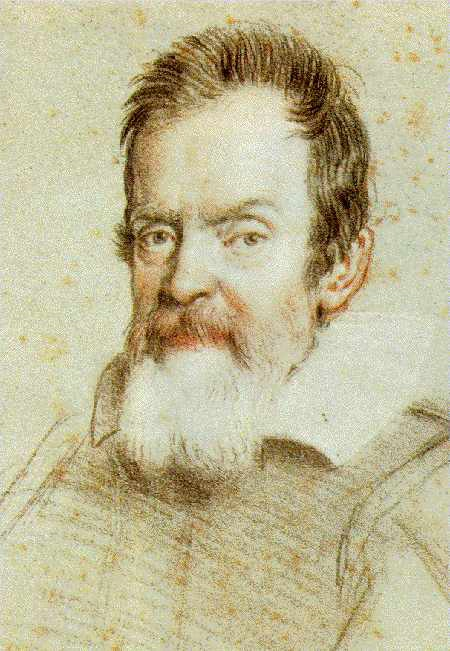
Galileo Galilei, retrat de Leoni

La revolució científica no va estar marcada per un canvi singular. Les següents noves idees hi contribuïren:
- La substitució de la Terra pel Sol com a centre del sistema solar.
- La substitució de la física aristotèlica sobre la concepció que la matèria era contínua i feta dels quatre elements clàssics (terra, aigua, foc i aire)[4] o que la seva composició química fos encara més complexa.[5]
- Substitució de les idees d'Aristòtil sobre el moviment dels cossos pesants, cossos lleugers i cossos eteris[6] per la idea que tots els cossos són pesants i es mouen d'acord amb les mateixes lleis físiques.
- La substitució de la teoria aristotèlica de l'ímpetu.[7]
- Substituir les consideracions del metge grec Galè sobre la circulació de la sang per les de William Harvey.[8]

Però la idea més innovadora va ser l'expressada per Galileu en el seu llibre Il Saggiatore amb relació a la interpretació dels experiments i els fets empírics, en què diu que "la física està escrita en llenguatge matemàtic".

## Noms importants
- Nicolau Copèrnic: sostingué que el Sol estava en el centre del sistema, encara que s'equivocà defensant una òrbita circular.
- Galileo Galilei: va dir que “la tradició i l'autoritat dels antics savis no són fonts del coneixement científic” i que l'única manera de comprendre la natura és experimentant.
- Francis Bacon: mostrà la importància del mètode d'experimentació, va defensar un mètode intuïtiu en la ciència.
- Descartes: inventà la geometria analítica i demostrà com la matemàtica pot ser utilitzada per a descriure les formes i les mides dels cossos. Escrigué El discurs del mètode (1636).
- Francesco Redi: (1626-1698) demostrà que no existia la “generació espontània”.
- Isaac Newton: els seus descobriments en física guiaren els estudis sobre aquesta matèria en els 200 anys següents. El 1687, publica el seu famós Principia (Principis matemàtics de filosofia natural), en què descriu la llei de la gravetat.

## Antecedents antics i medievals
La revolució científica va ser construïda sobre els fonaments de l'antiga saviesa grega i la ciència en l'edat mitjana, ja que s'havia elaborat i desenvolupat per l'Imperi Romà d'Orient i la ciència islàmica medieval. La "tradició aristotèlica" continuava sent un important marc intel·lectual al segle xvii, encara que per llavors els filòsofs naturals se n'havien allunyat.
Les idees científiques clau que es remunten a l'antiguitat clàssica havien canviat dràsticament en els últims anys, i en molts casos s'havien desacreditat. Les idees que es van quedar, que es van transformar fonamentalment durant la revolució científica, inclouen:
- La cosmologia d'Aristòtil -que va col·locar la Terra en el centre d'un cosmos esfèric jeràrquic. Les regions terrestres i celestes es componien de diferents elements que tenien diferents tipus de moviment natural.

- - La regió terrestre, segons Aristòtil, consisteix en esferes concèntriques dels quatre elements -terra, aigua, aire i foc. Tots els cossos naturalment es movien en línia recta fins a arribar a l'àmbit adequat a la seva composició elemental del seu lloc natural. Tots els altres moviments terrestres no eren naturals, o violents.

- - La regió celeste estava formada pel cinquè element, l'èter, que era invariable i es mou naturalment amb moviment circular uniforme. En la tradició aristotèlica, les teories astronòmiques van tractar d'explicar el moviment irregular observat dels objectes celestes pels efectes combinats de múltiples moviments circulars uniformes.

- El model ptolemaic del moviment planetari: basat en el model geomètric d'Èudox de Cnidos, l'Almagest de Ptolemeu, va demostrar que els càlculs podrien calcular la posició exacta del Sol, la Lluna, les estrelles i els planetes en el futur i en el passat, i va mostrar com aquests models computacionals es derivaven d'observacions astronòmiques. Com a tals, formen el model per a posteriors desenvolupaments astronòmics. La base física per al model de Ptolemeu invoca capes esfèriques, encara que els models més complexos eren incompatibles amb aquesta explicació física.

És important tenir en compte l'antic precedent de teories i desenvolupaments que prefiguraven posteriors descobriments en l'àrea de la física i la mecànica alternatives, però tenint en compte el nombre limitat de treballs que sobrevisqueren per traducció en una època en què molts llibres es van perdre durant la guerra, com a desenvolupaments van romandre en la foscor durant segles i han tingut poc d'efecte en el redescobriment d'aquests fenòmens, mentre que la invenció de la impremta va fer que l'àmplia difusió d'aquest tipus d'avenços n'incrementés el comú coneixement. Mentrestant, però, es van aconseguir avenços significatius en la geometria, les matemàtiques i l'astronomia en l'època medieval, sobretot en el món islàmic i a Europa.